# Rockland Sachsen-Anhalt
Rockland Sachsen-Anhalt (bzw. „Rockland Digital“) ist ein privater Rundfunksender für Sachsen-Anhalt und produziert ein Musikspartenprogramm mit dem Schwerpunkt Rockmusik.
Das Programm ist in Sachsen-Anhalt über UKW in bestimmten Städten und landesweit im Kabel und über DAB im Kanal 11C zu empfangen. Zusätzlich wird das Programm auch in Leipzig (Sachsen) auf Kanal 6C ausgestrahlt.

## Moderatoren
- Toni Rupprecht[1]
- Cassie Palme[1]
- Ted Stanetzky[1]
- Warren Green[1]
- Andreas Godehardt[1]

## Frequenzen

### UKW
- Bernburg 95.0
- Dessau 94.1
- Halle 98.3
- Harz 107.2
- Köthen 97.1
- Magdeburg 98.7
- Naumburg 99.6
- Weißenfels 88.0

### Kabel
- Apolda 96,05 MHz
- Arnstadt 96,05 MHz
- Barleben 107,20 MHz
- Bernburg 98,35 MHz
- Eisenach 89,25 MHz
- Erfurt 96,05 MHz
- Gotha 96,05 MHz
- Groß Rodensleben 107,20 MHz
- Gröningen 107,20 MHz
- Halberstadt 87,60 MHz
- Halle 98,85 MHz
- Halle/Saale S+K-Netz 98,20 MHz
- Hermsdorf 107,20 MHz
- Jena 96,05 MHz
- Magdeburg 107,20 MHz
- Magdeburg 104,85 MHz
- Mittelhausen 96,05 MHz
- Oschersleben 107,20 MHz
- Stadtroda 96,05 MHz
- Sömmerda 96,05 MHz
- Weimar 96,05 MHz